# Braughing Friars
Braughing Friars – wieś w Anglii, w hrabstwie Hertfordshire. Leży 14 km na północny wschód od miasta Hertford i 45 km na północ od centrum Londynu.